# پورتا د پالماز

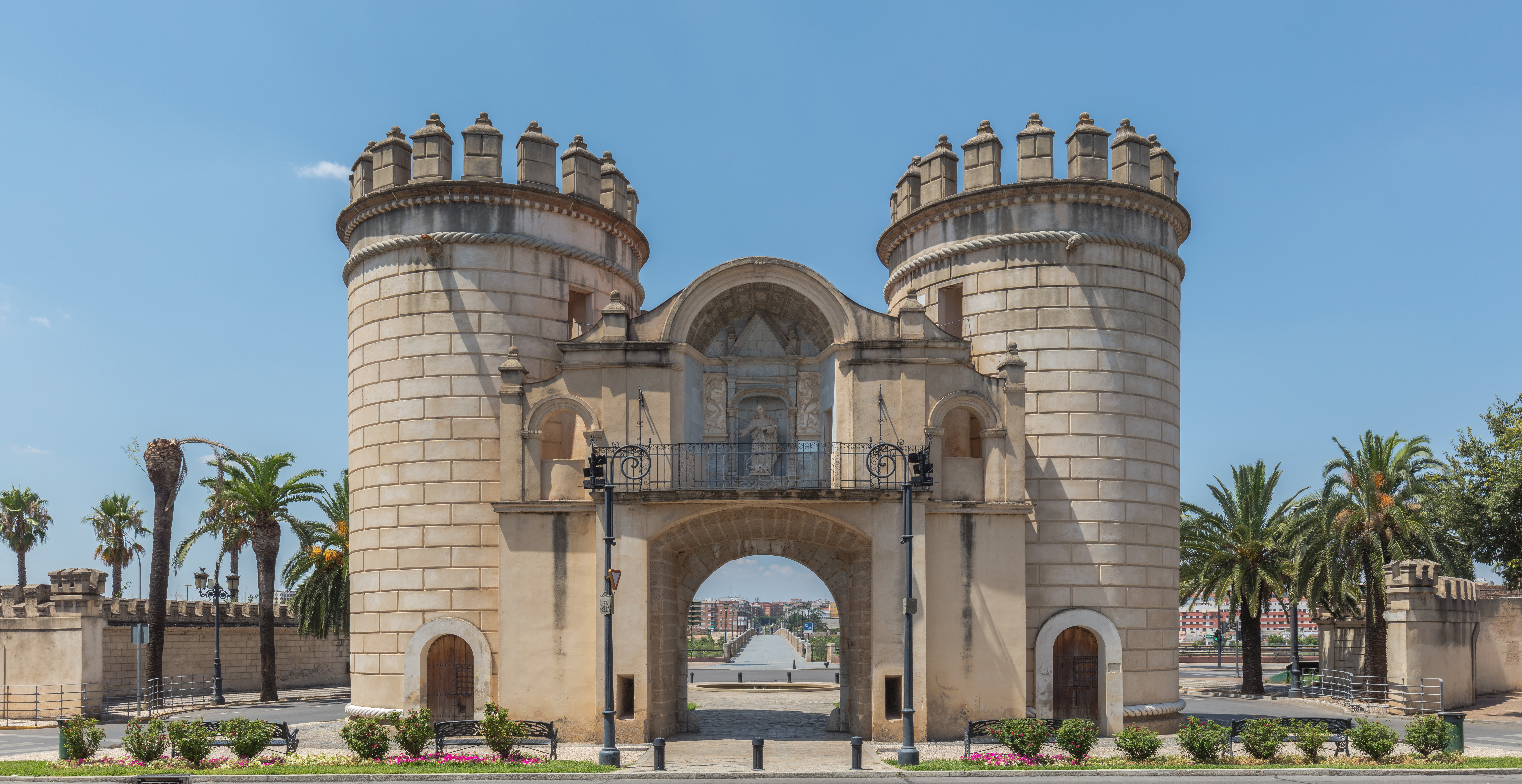
نمایی در روز از دروازهٔ پورتا د پالماز.

پورتا دِ پالماز (به اسپانیایی: Puerta de Palmas)، نام دروازهٔ شهر باداخوس، اسپانیا است که در سال ۱۵۵۱ میلادی ساخته‌شد. پورتا دِ پالماز، دروازهٔ بزرگ حصاری بود که در گذشته دور شهر را احاطه کرده‌بود.
امروزه این بنا یکی از جاذبه‌های گردشگری شهر باداخوس را تشکیل می‌دهد.